# 77 Frigga
77 Frigga è un piccolo asteroide (probabilmente metallico) della Fascia principale.
Frigga fu scoperto da Christian Heinrich Friedrich Peters il 12 novembre 1862 dall'osservatorio dell'Hamilton College di Clinton (New York, USA). Fu battezzato così in onore di Frigg, dea della mitologia norrena protettrice del matrimonio.